# Bruchertseifen
Bruchertseifen là một xã thuộc huyện Altenkirchen, bang Rheinland-Pfalz, phía tây nước Đức. Xã Bruchertseifen có diện tích 7,89 km², dân số thời điểm ngày 31 tháng 12 năm 2006 là 754 người.